# Limano
Limano è una frazione del comune italiano di Bagni di Lucca, nella provincia di Lucca, in Toscana.

## Storia
Limano è ricordato per la prima volta in un documento dell'anno 893 e poi nuovamente nel 943, quale borgo nella giurisdizione di Vico Pancellorum. Feudo della famiglia dei Suffredinghi, passò sotto Lucca nel 1209.

## Monumenti e luoghi d'interesse
- Chiesa di San Martino, chiesa parrocchiale della frazione, edificata nel 1776 e ristrutturata nel 1908.[2][3] Si segnala la decorazione del coro, opera di Arturo Chelini.
- Oratorio della Madonna delle Grazie (1684)[4]
- Castello di Limano[2]

## Cultura

### Eventi
Paese di montagna, vi si svolge il 1º agosto la "Festa in piazza Gave", con canti e danze in costume, in occasione della quale un tempo scendevano dai monti i pastori a vendere gli agnelli. La festa cominciava con una messa cantata alla presenza del pievano di Vico e in serata si improvvisano canti e musica con chitarre e fisarmoniche per fare serenate alle ragazze. Negli anni settanta del XX secolo la festa decadde, ma fu riportata in auge dall'associazione "Limano Nostro".